# X-Hazil Sur
X-Hazil Sur är en ort i Mexiko.   Den ligger i kommunen Felipe Carrillo Puerto och delstaten Quintana Roo, i den östra delen av landet, 1 200 km öster om huvudstaden Mexico City. X-Hazil Sur ligger 14 meter över havet och antalet invånare är 1 422.
Terrängen runt X-Hazil Sur är mycket platt. Runt X-Hazil Sur är det mycket glesbefolkat, med 4 invånare per kvadratkilometer. X-Hazil Sur är det största samhället i trakten. I omgivningarna runt X-Hazil Sur växer i huvudsak städsegrön lövskog.